# Pontremolesa
La pontremolesa es una raza bovina, muy parecida a la Schmitz, que había en los Apeninos de la provincia de Emilia (Italia).
La línea superior del frontal es un poco ondulada; el perfil de la cabeza recto; los cuernos de sección circular; capa castaño claro; proporciones brevilíneas. Esta raza es de aptitudes mixtas; explotada como lechera produce 2000 y más litros de leche; su precocidad es mediana y se le emplea también para las albores agrícolas.